# Le Monestier
Le Monestier település Franciaországban, Puy-de-Dôme megyében. Lakosainak száma 239 fő (2022. január 1.). Le Monestier Ambert, Chambon-sur-Dolore, Champétières, Fournols, Grandval, Saint-Amant-Roche-Savine, Saint-Ferréol-des-Côtes és Thiolières községekkel határos.

## Népesség
A település népességének változása:
| Lakosok száma | 205  | 206  | 210  | 210  | 219  | 228  | 236  | 237  | 239  |
|               | 2013 | 2015 | 2016 | 2017 | 2018 | 2019 | 2020 | 2021 | 2022 |